# Gaston Van Camp
Gaston Van Camp (Beerzel, 5 februari 1939 – Herentals, 29 september 2022) was een Vlaams schrijver. Tot halfweg de jaren 90 van 20e eeuw was hij leraar Nederlands en geschiedenis in Mechelen. In zijn werken gebruikte hij elementen uit zijn eigen ervaring als leraar in het middelbaar onderwijs, zijn vele reizen en zijn uitgebreide kennis van de Westerse en algemene geschiedenis. Van Camp overleed op 83-jarige leeftijd.